# لباس ملوانی

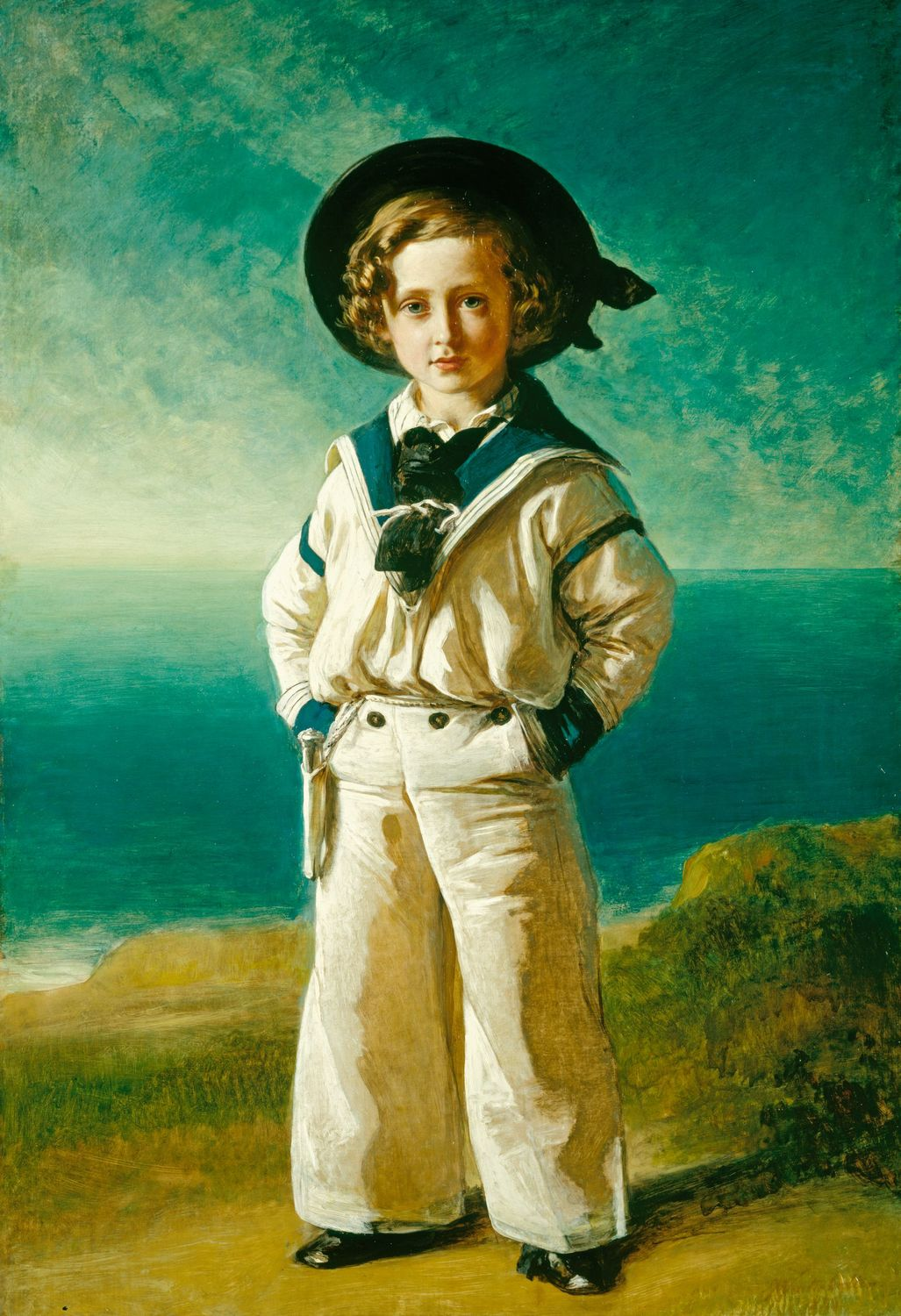
نقاشی ادوارد هفتم در زمان شاهزادگی در لباس ملوانی

لباس ملوانی (انگلیسی: Sailor suit) نوعی یونیفرم سازمانی است که معمولاً به رنگ‌های روشن و سفید شناخته می‌شود. این یونیفرم معمولاً توسط درجه‌داران ناوی در نیروی دریایی پوشیده می‌شود. آثار انیمیشین معروفی مثل ملوان زبل و دانلد داک در معرفی این نوع لباس به عامه تأثیر زیادی داشته‌اند.